# Blenniella periophthalmus
Blenniella periophthalmus es una especie de pez de la familia Blenniidae en el orden de los Perciformes.

## Morfología
Los machos pueden llegar alcanzar los 15 cm de longitud total.

## Reproducción
Es ovíparo.

## Hábitat
Es un pez de mar y de clima tropicaly asociado a los  arrecifes de coral que vive entre 0-3 m de profundidad.

## Distribución geográfica
Se encuentra desde el Mar Rojo hasta Durban (Sudáfrica), las Islas Marquesas, las Tuamotu, las Ryukyu y Micronesia.